# Ровесник (журнал)
«Рове́сник» — советский и российский ежемесячный молодёжный журнал, выходивший с июля 1962 по декабрь 2014 года. Основная читательская аудитория — молодёжь от 14 до 28 лет. Тиражи издания составляли от несколько миллионов экземпляров в советское время, до десятков тысяч в начале третьего тысячелетия. «Ровесник» публиковал материалы о музыке, шоу-бизнесе, новинках кинематографа, видеофильмах, образовании, отдыхе и развлечениях. Журнал был закрыт из-за финансовых проблем.

## Специализация и тематика
В Советском Союзе, существуя под эгидой ЦК ВЛКСМ и КМО СССР, «Ровесник» писал на уникальные тогда для советской молодёжи темы: рок-музыка, жизнь и культура зарубежной молодёжи.
Призванный рассказывать советской молодёжи о тягостях жизни при капитализме и преимуществах СССР, на практике журнал стал проводником западной культуры для своих подписчиков, число которых исчислялось миллионами.
Среди постоянных рубрик:
- Что говорят… что пишут…
- Микрорецензии на новые кинофильмы
- Рецензии на новые музыкальные альбомы
- Доска объявлений

Для того, чтобы готовить материалы, сотрудники редакции имели доступ к закрытой подписке на иностранные журналы, недоступные советским гражданам. Журналы, прошедшие предварительную цензуру, в результате которой часть материалов удалена из журнала, выдавались сотрудникам из сейфов по специальным карточкам.
Имеет несколько приложений, ставших впоследствии самостоятельными журналами:
- Журнал постеров «Все звёзды» (издается с 1995 года). С 2018 года остаётся единственным журналом издательства, который продолжает выпускаться.
- Журнал для девушек «Штучка» (весна 1996—2010 год)
- С 2001 года издавались лицензионные журналы комиксов: «Gen¹³», «Приключения Скуби-Ду», «Багз Банни и его друзья»
- C 1995 года выпускалось приложение о сексе «Шестнадцать», распространявшееся в комплекте с журналом[2]

В последние годы существования «Ровесник» изменил стиль и превратился в глянцевый музыкальный журнал.

## Руководство
- Первым главным редактором (по 1971 год) был Герман Антонович Кашоян (1930—1979).
- С 1972 до своей смерти в 1994 году главным редактором был Алексей Аквсентьевич Нодия.
- С момента приватизации и до его закрытия главным редактором издания являлся Игорь Чернышков[3].

## «Рок-энциклопедия „Ровесника“»
В 1980-х и 1990-х годах в «Ровеснике» публиковалась «Рок-энциклопедия „Ровесника“» (РЭР) — практически первый опыт рок-энциклопедии на русском языке. Писал её Сергей Кастальский, и в каждом номере публиковались несколько статей энциклопедии, в алфавитном порядке. Вся «Рок-Энциклопедия» Кастальского была издана книгой в 1997 году. Всего в ней содержится 1357 статей о рок-музыке, 964 иллюстрации, 210 обзоров альбомов, 49 статей о музыкальных стилях, дискографии, тексты песен. В 2003 году вышло второе издание «Рок-энциклопедии „Ровесника“», дополненное и расширенное.
Рок-журналист Андрей Бурлака пытался повторить концепцию «РЭР», в созданном в 1990 году журнале «Мы».

## Известные авторы
- Артемий Троицкий
- Сергей Кастальский
- Андрей Бурлака
- Алексей Нодия — бывший главный редактор, прославившийся статьёй «Осквернители Рока», посвящённой рок-группе Kiss[6][2].

### О журнале
- Взлёт и падение «Ровесника» — культового молодежного журнала советской эпохи
- Афиша Волна: «Ровесник»
- «И тогда я поняла, что испугалась до смерти». Как советский народ получил право на удивление. Интервью с Натальей Рудницкой